# آلبرت بازیان
آلبرت موشغی بازیان (ارمنی: Ալբերտ Մուշեղի Բազեյան؛ زادهٔ ۲۸ مهٔ ۱۹۵۶) آموزگار، سیاست‌مدار، فرد نظامی و مربی اهل ارمنستان است. وی ابتدا نماینده دوره‌های اول تا سوم مجلس ملی جمهوری ارمنستان و سپس شهردار ایروان بوده‌است.
وی همچنین برندهٔ جوایزی همچون en:Order of the Combat Cross و نشان صلیب رزمی (ارمنستان) درجه دو شده‌است.